# Stilobezzia rabelloi
Stilobezzia rabelloi är en tvåvingeart som beskrevs av Lane 1947. Stilobezzia rabelloi ingår i släktet Stilobezzia och familjen svidknott. Inga underarter finns listade i Catalogue of Life.